# Castell de Maiden, Dorset
El castell de Maiden és un castre de l'edat de ferro, una de les obres defensives més impressionants que han sobreviscut. Està situat a 4'8 kilòmetres al sud-oest de Dorchester, en el comtat anglès de Dorset. No està situada sobre cap elevació important, però impressiona per la gran quantitat de defenses que es conserven.
El turó va ser ocupat per primera vegada per un assentament neolític que abastava aproximadament unes 4'8 hectàrees, un recinte tancat anomenat en anglès causewayed enclosure. Posteriorment, cap a l'any 1800 aC, es va aixecar un enorme túmul, també neolític, de 537 metres de llargada, resseguint l'eix del cim del turó. Abandonat a principis de l'Edat del bronze, el turó va ser utilitzat més tard per colons que hi van fer cap a la Primera Edat del Ferro. A l'extrem est del turó hi van construir una fortificació, una muralla feta de fusta, que encerclava una superfície d'unes 6 hectàrees. Més tard, tot el cim del turó, unes 18 hectàrees, es va envoltar amb una muralla i un fossat, que tenia unes portes dobles l'est i a l'oest. Més tard encara, probablement a la darrera part del segle ii aC, es van augmentar les defenses en alçada i encara es va construir una muralla exterior i un altre fossat. Totes aquestes construccions es van ampliar més durant el segle i aC i es van fer més canvis abans de la invasió romana de l'any 43. La població local, els durotriges, va ser atacada i vençuda per una força romana que probablement comandava el futur emperador Vespasià.
Sembla que als voltants de l'any 100 aC, la població del castre va declinar, perquè van abandonar la fortalesa atrets per la nova ciutat de Durnovaria (Dorchester). Alguns pobladors potser es van establir en un poblet agrícola prop de la fortalesa. Al recinte de l'antic castre, s'ha trobat un petit temple romano-celta construït cap a l'any 370. Al segle vi la part superior de turó estava totalment abandonada i durant el període medieval van ser camps de conreu.